# Eressa eressoides
Eressa eressoides är en fjärilsart som beskrevs av George Francis Hampson. Eressa eressoides ingår i släktet Eressa och familjen björnspinnare. Inga underarter finns listade i Catalogue of Life.